# Атабаска (Альберта)
Атаба́ска (англ. Athabasca) — канадский город с населением 2575 жителей, расположенный на севере провинции Альберта, в 145 км к северу от Эдмонтона, на берегу реки Атабаска. Центр графства Атабаска.
С 1970 в городе расположен Университет Атабаски, специализирующийся на дистанционном образовании.

## Население
| Население:                                        | 2575 (+6,6 % с 2001)                     |
| Срединный возраст:                                | 37,7 лет (мужчины: 35,5 / женщины: 40,2) |
| Общее число частных жилищ:                        | 1117                                     |
| Частные жилища, занимаемые постоянным населением: | 1062                                     |
| Среднее число членов домохозяйства:               | 2,3                                      |

Источник: Данные о коммуне из канадской переписи 2006 (недоступная ссылка)